# Benshi
Die Benshi waren in den frühen Jahren des japanischen Kinos Sprecher, die, neben der Leinwand stehend oder sitzend, den Charakteren auf jener ihre Stimme verliehen. Meist hatten sie sich dazu vorher nach dem Inhalt des Films ein Manuskript ausgearbeitet, aus dem sie vortrugen, während der Film ablief. Immer aber hatten sie bei ihrem Vortrag beide, die Filmbilder und das Publikum, im Blick.
Die Erzählungen und Erklärungen der Benshi, die auf den Traditionen der Erzähler beim Puppentheater („ningyo joruri“) und bei Laterna-Magica-Vorführungen („nishiki-kagee“) aufbauen konnten, galten als sehr wichtige kinematographische Komponente im frühen japanischen Filmerlebnis.
Neben Benshi ist auch noch das Wort Katsuben gebräuchlich. Es leitet sich von „katsudo shashin“ (moving pictures) ab und wurde in der Umgangssprache zu „katsuben“ (heute auch: „katsubenshi“) verkürzt. Doch bezeichnet benshi im Japanischen nur allgemein einen Sprecher oder Ausrufer, katsuben dagegen schließt die Bedeutung des Erklärens und Deutens mit ein, was den Begriff in die Nähe des deutschen Kinoerklärers rücken lässt.
Viele Benshi schafften es sogar zu einer gewissen Berühmtheit. Ein bekannter Vertreter war Heigo Kurosawa, der Bruder von Akira Kurosawa, der diesen auch zum Film brachte.
Die benshi konnten sich bis in die 1930er Jahre, als es im Westen bereits Tonfilme gab, in japanischen Lichtspieltheatern halten. Es heißt sogar, dass sie die Einführung des Tonfilms in Japan verzögert hätten.